# Cool Vibes
Singles de Vanilla Ninja
I Know (Unplugged)
(2005) Megamix
(2005)
Chansons représentant la Suisse au Concours Eurovision de la chanson
Celebrate
(2004) If We All Give a Little
(2006)
Cool Vibes est la chanson représentant la Suisse au Concours Eurovision de la chanson 2005. Elle est interprétée par le girls band estonien Vanilla Ninja.

## Histoire
La chanson est d'abord présentée lors de la demi-finale. La chanson est la dix-neuvième de la soirée, suivant La mirada interior interprétée par Marian van de Wal pour Andorre et précédant Vukovi umiru sami interprétée par Boris Novković pour la Croatie.
À la fin des votes, la chanson reçoit 114 points et prend la huitième place sur vingt-cinq participants. Elle fait partie des dix chansons sélectionnées pour la finale.
En finale, la chanson est la vingt-deuxième de la soirée, suivant Call Me interprétée par Feminnem pour la Bosnie-Herzégovine et précédant The War Is Not Over interprétée par Valters & Kaža pour la Lettonie.
À la fin des votes, la chanson reçoit 128 points et prend la huitième place sur vingt-quatre participants.

## Liste des titres
| No | Titre                           | Durée |
| -- | ------------------------------- | ----- |
| 1. | Cool Vibes (Radio Edit)         | 4:05  |
| 2. | Cool Vibes (version classique)  | 4:04  |
| 3. | Cool Vibes (version extended)   | 6:33  |
| 4. | Cool Vibes (version Eurovision) | 3:00  |

## Classement des ventes
| Classement (2005)      | Position |
| ---------------------- | -------- |
| Austrian Singles Chart | 58       |
| German Singles Chart   | 42       |
| Estonian Singles Chart | 3        |
| Swiss Singles Chart    | 17       |